# Cód
Cód (Szád, románul: Sadu, németül: Zoodt, szászul Tsôt) falu Romániában, Erdélyben, Szeben megyében, a Szebeni-Hegyalja tájegységben, az azonos nevű község központja.

## Fekvése
Nagyszebentől 20 km-re délre, a Csindrel-hegység lábánál, az azonos nevű patak partján, 460 méteres átlagos tszf-i magasságban fekszik. A község határából 4683 hektár erdő, 1056 legelő és 870 rét.

## Nevének eredete
Magyar és román nevét is patakjáról kapta, melynek első említése: Aquamzoth (1335). A Cód a német nyelvjárási Sod ('forrás') szóból származik. Történeti névalakjai: Czot és Czott (1488), Sat (1503), Zatt (1506), Zadgya (1509), Czudak és Czod (1783), Sodis és Sodenbach (1790), Szadu és Saderbach (1850).

## Története
Eredetileg Fehér vármegyéhez tartozó szabadparaszti falu volt, határőri feladatokkal. A helyi hagyomány szerint a község eredetileg mai helyétől 2 km-rel Nagydisznód irányában, a ma Curățelének nevezett területen települt és csak a posztóványolás konjunktúrája idején költözött át mai helyére. 1411-ben került jobbágyi függésbe Nagydisznódtól. 1713-ban 217 családdal írták össze, akik 3511 juhot tartottak. 1787-ben pert nyert Nagydisznód ellen, a döntés alapján lakóit fölmentették a jobbágyi terhek alól. A 18. században Erdély egyik legfontosabb ványoló központja lett, az I. világháború előtt még 37 kallómalma üzemelt. Ioan Piuariu-Molnar szemészprofesszor a század végén posztómanufaktúrát is létesített itt. Ezt 1853-ban a nagydisznódiak közbenjárására ugyan szeszfőző üzemmé alakították át, de közben 1840-ben új manufaktúrája indult, amely a hadsereg és a román fejedelemségek számára posztót és flanellt állított elő. Carl Wolff kezdeményezésére 1896-ban itt épült meg Erdély első vízerőműve, amelyet 1906-ban egy újabb követett. Fűrészüzemeiben 1941-ben 450 munkás dolgozott. 1913-tól 2001-ig sörgyár is működött itt.
1876-ig Szebenszékhez, majd Szeben vármegyéhez tartozott.

## Lakossága
1900-ban 1882 lakosából 1777 volt román, 70 cigány és 31 német anyanyelvű; 1719 ortodox, 123 görögkatolikus, 25 evangélikus és 14 római katolikus vallású.

2002-ben 2472 lakosából 2437 román nemzetiségű; 2445 ortodox vallású.

## Látnivalók
- Ortodox kőtemploma a 18. század elején épült, korábbi falrészek beépítésével. Belső festése 1723-ból való. Hajóját később kelet felé meghosszabbították, még egy apszist és 1757-ben tornyot építettek hozzá, amelyet 1795-ben magasítottak.
- Kicsiny fatemploma 18. század végi.
- A ma is működő, 1896-ban épült vízierőmű ipartörténeti múzeum.
- 2 km-re nyugatra 11–12. vagy 13. századi vár (Hüngeburg) alapfalai.

## Gazdasága
- Fegyvergyárában gyalogsági lőszert és kézifegyvereket állítanak elő.
- Két vízierőműve működik.
- Turizmusa jelentős.
- Kisebb fafeldolgozó üzemek.

## Híres emberek
- Itt született 1692-ben Inocențiu Micu-Klein filológus, görögkatolikus püspök.
- Itt született 1745-ben Samuel Micu Klein filológus.
- Itt született 1749-ben Ioan Piuariu-Molnar szemész, az első képesített román orvosdoktor.

## További információk

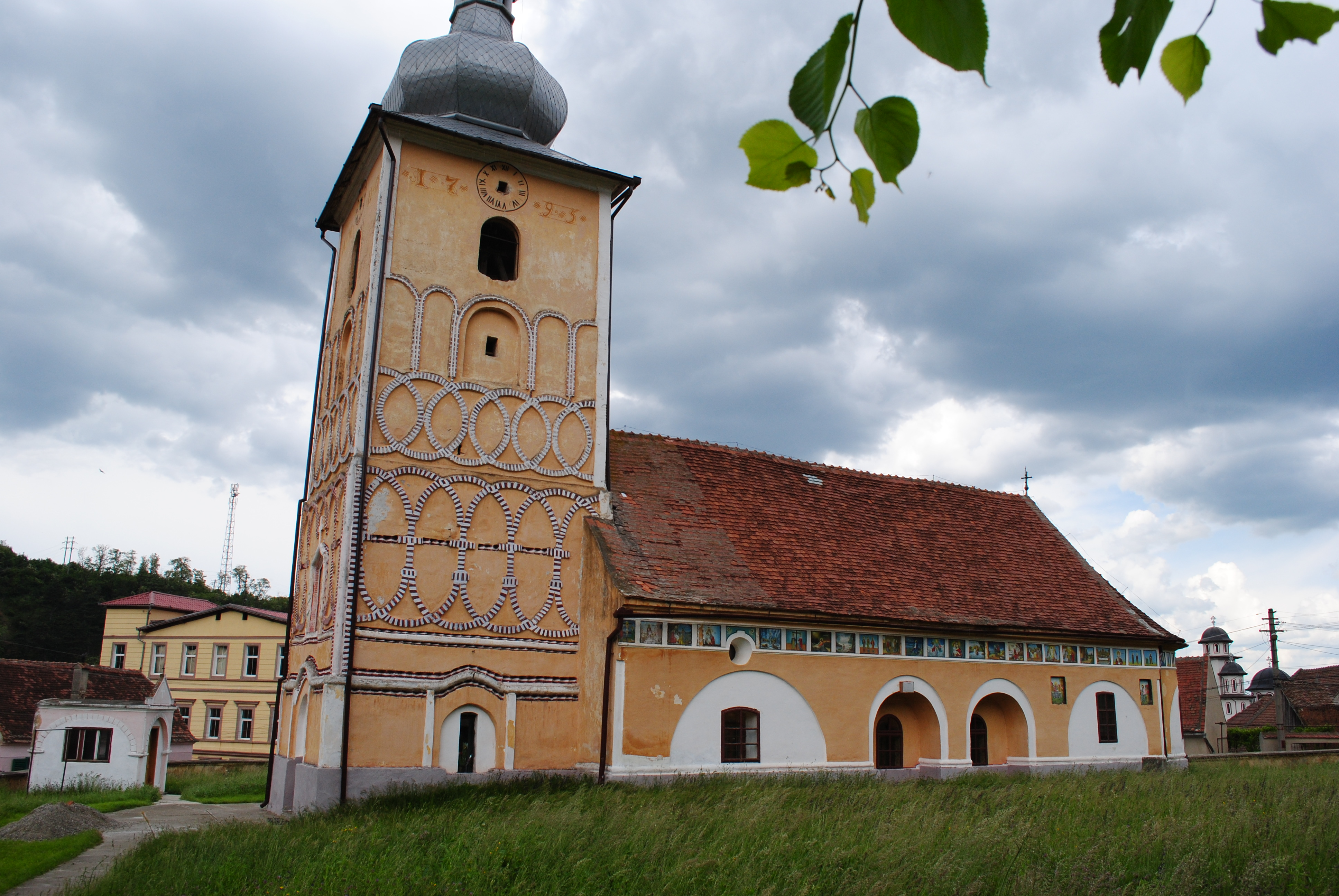
Ortodox kőtemplom
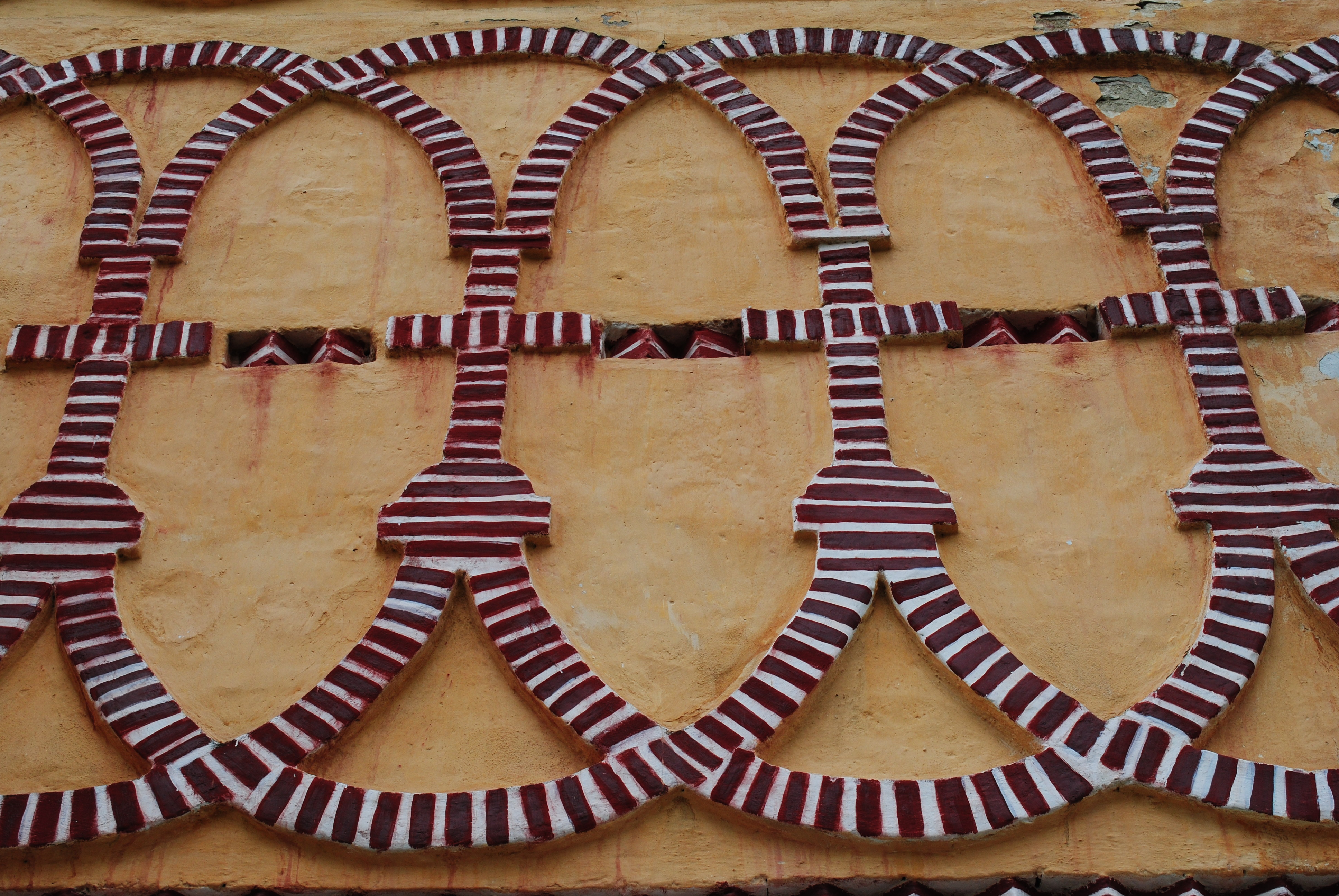
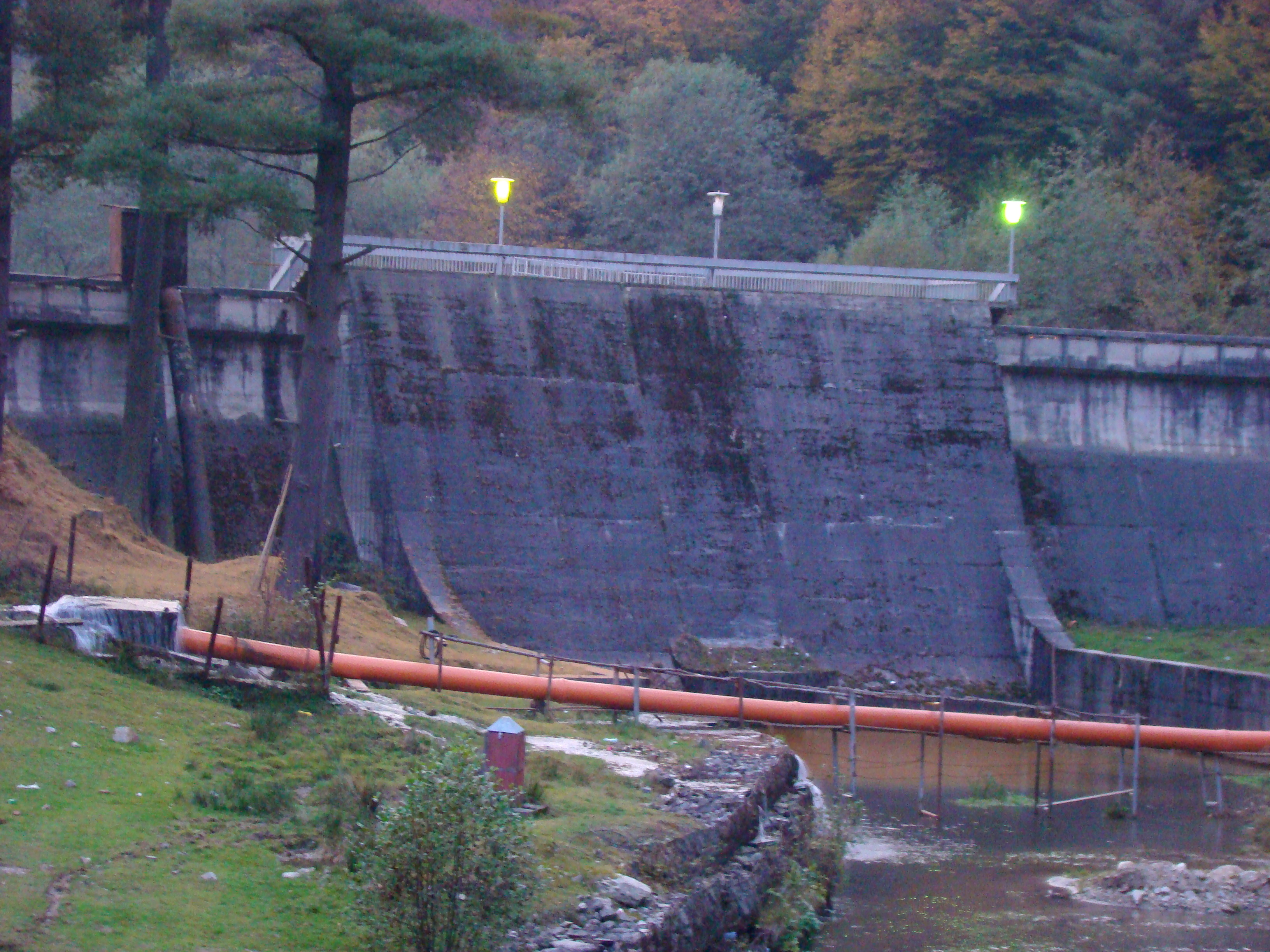
Vízerőmű
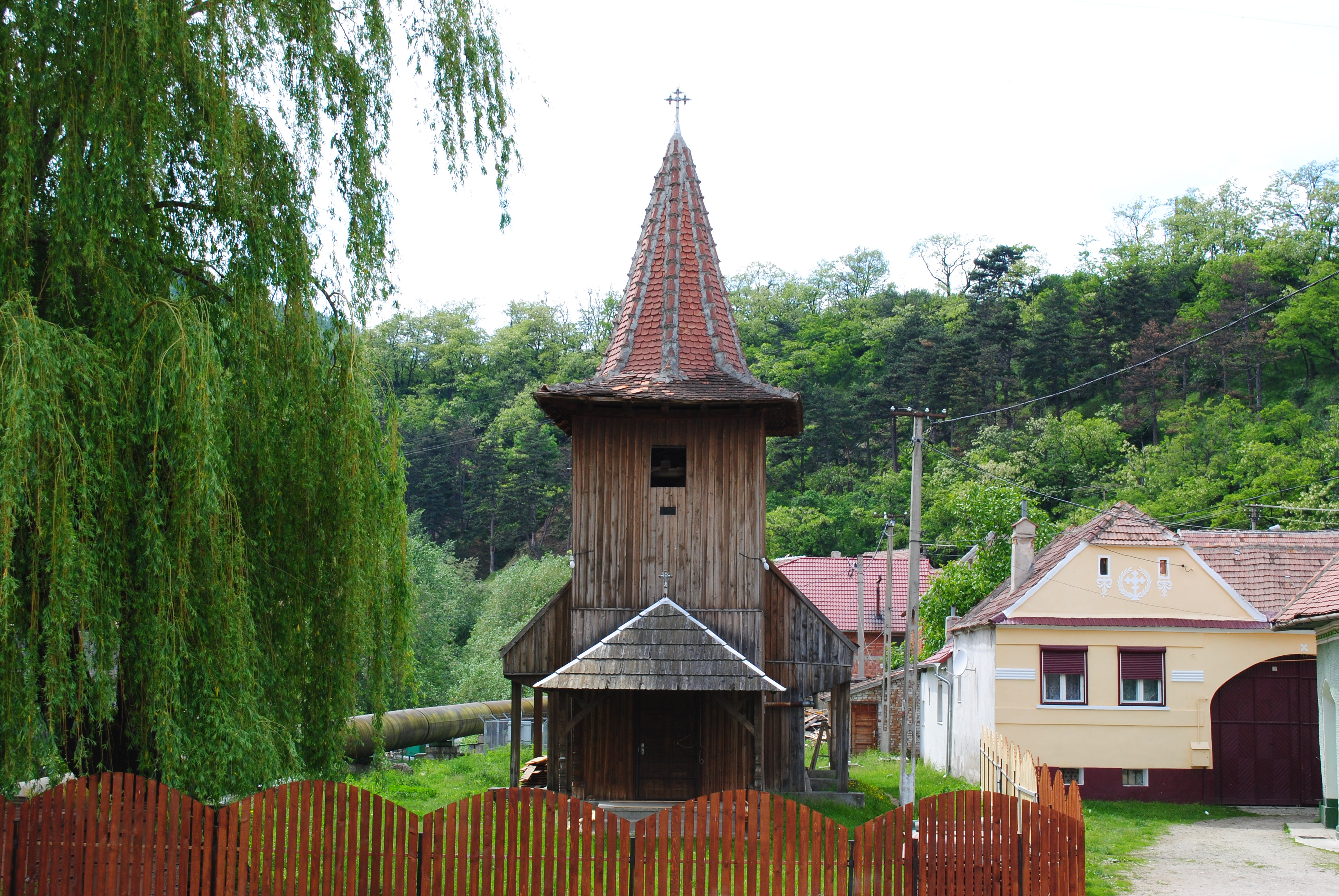
A fatemplom
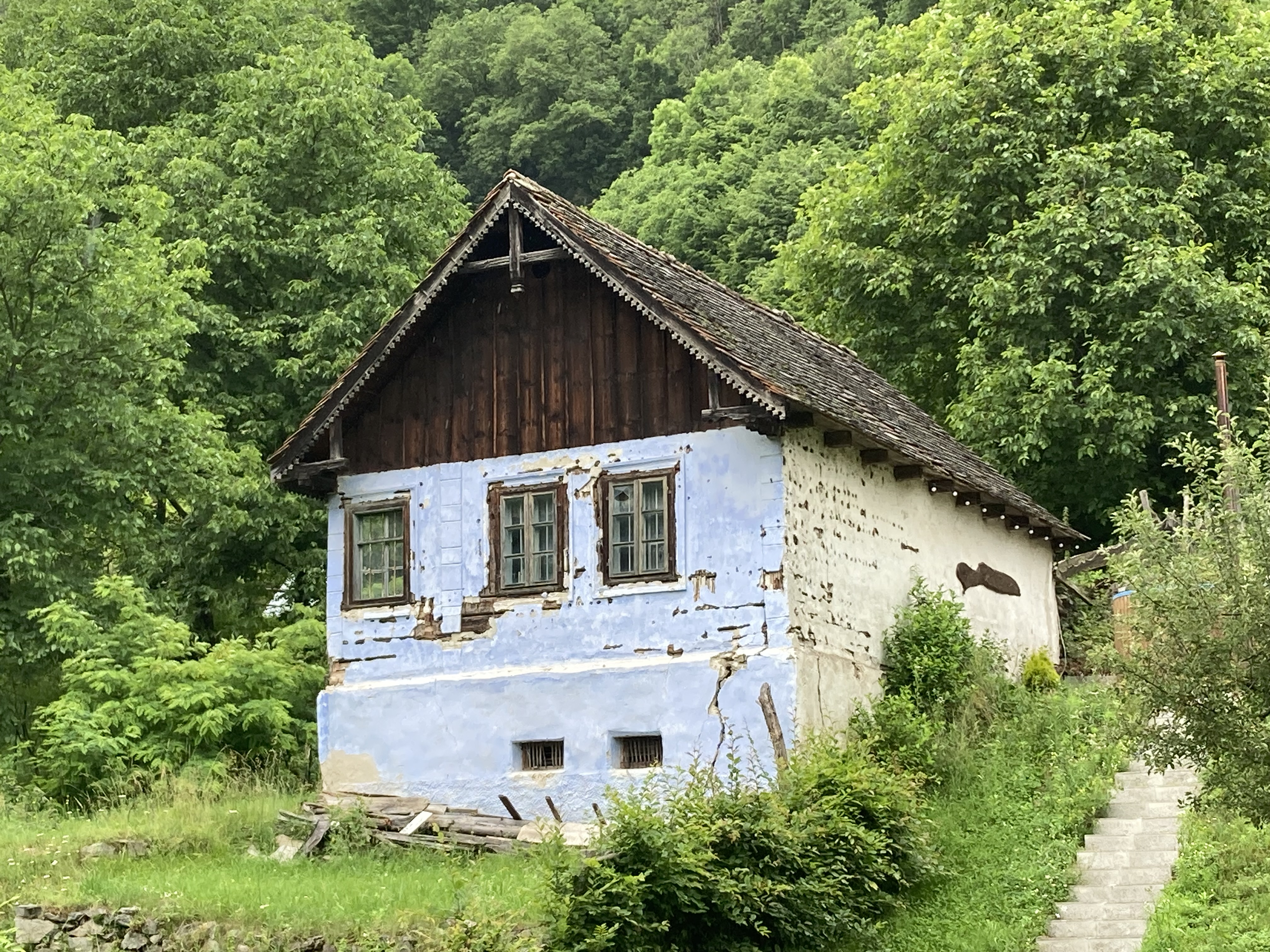
Faház